# Passaporto norvegese
Il passaporto norvegese (Det norske passet) è un documento di identità rilasciato ai propri cittadini dal Regno di Norvegia per i loro viaggi all'estero.
Vale come prova del possesso della cittadinanza norvegese ed è necessario per richiedere assistenza e protezione presso le ambasciate norvegesi nel mondo.
Il design è simile allo standard dell'Unione europea. Nonostante la Norvegia non faccia parte dell'Unione europea, il paese è firmatario dell'accordo di Schengen ed è uno Stato membro dello Spazio economico europeo (SEE). Di conseguenza i cittadini norvegesi hanno generalmente gli stessi diritti dei cittadini dell'UE nei paesi SEE e sono trattati come cittadini UE ai fini del viaggio e l'entrata in paesi del SEE.

## Caratteristiche
Il passaporto norvegese ha la copertina è di colore rosso, simile ma non identico a quelli dell'Unione europea, con lo stemma nazionale posto in alto. Le parole "Kongeriket Norge" "Kongeriket Noreg" "Norgga gonagasriika" e "Kingdom of Norway" (vale a dire "Regno di Norvegia" nelle due forme di norvegese, sami del nord e in inglese) sono inscritte sotto lo stemma e la scritta "Pass" "Pássa" e "Passport" sotto il nome del paese. Il nuovo passaporto biometrico ha il simbolo biometrico standard in basso